# Matthias Müller
Matthias Müller (Chemnitz, Saxônia, 9 de junho de 1953) é um homem de negocio alemão. 
Desde 1 de outubro de 2010 ele é Presidente e CEO da Porsche AG e a partir de março de 2015 membro do Conselho da Administração na controladora Grupo Volkswagen, devido a seus anos de experiência no grupo.

## Início da vida e educação
Matthias Müller nasceu a 9 de junho de 1953, em Limbach-Oberfrohna, na Alemanha de Leste. A sua família mudou-se para a Alemanha Ocidental em 1955, tendo ele crescido na Baviera. Depois de terminar a escola em Ingolstadt, Müller iniciou uma aprendizagem como fabricante de ferramentas na Audi, que concluiu em 1977. Posteriormente, estudou engenharia informática na Universidade de Ciências Aplicadas de Munique.

## Carreira
Em 1978, ele inicia seus estudos superiores em informática na Universidade de Ciências Aplicadas de Munique e consegue um emprego no campo ainda emergente da computação embarcada em automóveis.
Matthias Müller é o candidato mais promissor a substituição de Martin Winterkorn na liderança executiva da Volkswagen.
Em 2007, Matthias Müller ingressa na sede central da Volkswagen em Wolfsburg, como responsável pela estratégia de produtos da marca Volkswagen, indicado pelo presidente do conselho administrativo do grupo, Martin Winterkorn. Em 2010, ele é nomeado presidente da Porsche, uma das outras marcas do grupo.
Em julho de 2010, ele é nomeado (a nomeação entra em vigor em 1º de outubro de 2010) diretor da Porsche.
Em setembro de 2015, Matthias Müller é nomeado diretor executivo do Grupo Volkswagen em decorrência do caso Volkswagen.
Em março de 2015, ele também conquista um assento no conselho de administração da empresa-mãe (Volkswagen) como responsável na Porsche AG.
Em 25 de setembro de 2015, ele substitui Martin Winterkorn como CEO da Volkswagen, este último tendo acabado de renunciar na esteira do escândalo dos motores adulterados da Volkswagen. Algumas semanas depois, ele também é eleito presidente da Audi.